# Fábio de Azevedo Sodré
Fábio de Azevedo Sodré (Rio de Janeiro, 24 de setembro de 1891 — Rio de Janeiro, 3 de setembro de 1967) foi um político brasileiro. Exerceu o mandato de deputado federal constituinte pelo Rio de Janeiro em 1934.

## Vida Pessoal
A família de Fábio Sodré já estava inserida no ramo da política. Seu pai, Antônio Augusto de Azevedo Sodré, foi prefeito do Distrito Federal, e seu bisavô era Irineu Evangelista de Sousa, o visconde de Mauá. Ele ingressou na Faculdade de Medicina do Rio de Janeiro e, desde sempre se envolveu com movimentos estudantis com viés político. Durante a faculdade, por exemplo, participou de um movimento antimilitarista intitulado Campanha Civilista, que promoveu, entre os anos 1909 e 1910, a candidatura de Rui Barbosa à presidência da República em oposição à de marechal Hermes da Fonseca.
Também enquanto era estudante, Fábio atuou como redator-secretário da revista científica Brasil Médico. Em 1910, começou a trabalhar como interno no Hospital Nacional dos Alienados do Rio de Janeiro, lugar no qual conseguiu sua efetivação através de concurso em 1911. No ano seguinte, formou-se como neuropsiquiatra e passou a clinicar na companhia de seguros de vida A Equitativa.
Após a conclusão do curso, foi para Paris aperfeiçoar-se na clínica neurológica La Salpetrière e na Sorbonne, onde cursou fisiologia. A partir de 1913, foi assistente de clínica médica da Faculdade de Medicina do Rio de Janeiro e permaneceu até 1916. No ano seguinte foi eleito para o Conselho Municipal de São Gonçalo (RJ), onde era proprietário agrícola.

## Carreira Política
Em 1915 foi eleito deputado pela chapa de Nilo Peçanha na Assembléia Legislativa do Rio de Janeiro. Em 1917, foi trabalhar como secretário de seu pai na Prefeitura do Distrito Federal. Sua reeleição como deputado estadual veio em 1918, mesmo ano em que participou como médico da missão militar brasileira enviada à França. Permaneceu como assistente no hospital da Pitié até o ano de 1919.
Em 1921 (mesmo ano em que tornou-se médico-chefe do serviço de neuropsiquiatria infantil do Hospital dos Alienados, no Pavilhão Bonneville), Fábio de Azevedo Sodré participou de um movimento chamado Reação Republicana, que promoveu a candidatura de Nilo Peçanha à presidência da República, em oposição à Artur Bernardes (eleito em março de 1922). Em 1922, foi reeleito pela segunda vez deputado à Assembléia Legislativa do Rio de Janeiro.
Em 1933, após a Revolução de Outubro de 1930, elegeu-se deputado à Assembleia Nacional Constituinte pelo Rio de Janeiro, porém, dessa vez, estava filiado ao PPR (Partido Popular Radical). Participou dos trabalhos constituintes e teve seu mandato estendido até maio de 1935.
Paralelamente, em outubro de 1934, foi eleito deputado federal pelo Rio de Janeiro, ainda pela legenda do PPR. Posto que ocupou até 10 de novembro de 1937, até o Estado Novo suprimir os órgãos legislativos do país.